# The Gentle Good
The Gentle Good (nom de scène de Gareth Bonello, né le 13 avril 1981) est un auteur-compositeur-interprète gallois originaire de Cardiff. Ses chansons sont écrites en gallois ou en anglais. Gareth, en gallois, signifie « gentle » (gentil), d'où son nom de scène. En plus de sa carrière solo, il collabore fréquemment avec divers artistes, notamment Richard James. 

## Carrière
Gareth Bonello a commencé sa carrière en participant à des soirées de scène libre, alors au début de sa vingtaine, pour rapidement commencer à produire ses propres créations.
Son premier EP, produit par lui-même et publié en 2005, s'intitule « Find Your Way Back Home ». Il comprend deux chansons en anglais et deux en Gallois
A suivi Dawel Disgyn, paru chez Gwymon en 2007 avec la participation du violoniste Seb Goldfinch, du pianiste Llion Robertson et de Lindsey Leven à la voix. Tous les albums postérieurs à Dawel Disgyn on d'ailleurs été produit par Robertson.
Le premier album de Bonello, « While You Slept I Went Out Walking » est publié en 2008, comprenant des chansons à la fois en gallois et en anglais. Il est composé de chansons originales, mais aussi d'interprétations de chansons traditionnelles. À la suite de la sortie de l'album, Bonello est invité au Festival Interceltique de Lorient, en Bretagne, et au Smithsonian Folklife Festival au Pays de Galles Il joue ensuite au Festival de Glastonbury, dans le cadre de l'édition 2009 d'« Emerging Talent Competition », et au festival SXSW au Texas.
Son second album, « Tethered for the Storm », parait en 2010 et comprend entre autres une chanson a cappella enregistrée en duo avec la chanteuse galloise Lisa Jên Brown, membre du groupe de musique folk gallois 9Bach. 
En octobre 2011, Bonello voyage à Chengdu, en Chine, en tant que participant au programme de résidences en Chine du British Council. Son troisième album, « Y Bardd Anfarwol », est l'aboutissement direct de ce séjour et paraît en 2013. Enregistré à la fois en Chine, à l'aide de musiciens locaux, et en Grande-Bretagne avec la collaboration du « Mavron Quartet »,  de l'« Ensemble chinois de Grande-Bretagne » et de musiciens tels que Laura J. Martin à la flûte et Lisa Jên, chantant une des chansons de l'album. Exclusivement en gallois, l'album s'inspire de traditions musicales galloises et chinoises et est basé sur la vie du poète chinois Li Bai. Il remporte le prix du Meilleur Album Gallois à l'Eisteddfod Genedlaethol en 2016, la pièce de théâtre de Wyn Mason intitulée « Rhith Gân » et basée sur l'album « Y Bardd Anfarwol » est produite lors de l'Eisteddfod, à Abergavenny, avec Gareth Bonello comme directeur musical,.
Au début de l'année 2014, un nouvel EP intitulé « Plygeiniwch » paraît, comprenant des adaptations à la guitare acoustique de chansons de Noël traditionnellement chantées en chorale. L'EP est à but caritatif, les profits allant à la fondation « Macmillan Cancer Support ». Toujours la même année, il participe au documentaire « Y Goeden Faled » de Cerys Matthews, diffusé sur S4C, à propos de l'histoire de la musique folk au Pays de Galles.
L'album « Ruins/Adfeilion » est enregistré en janvier 2016 et est publié en octobre de la même année. En plus de ses collaborateurs plus réguliers, Gareth Bonello y fait participer Georgia Ruth à la harpe et à la voix. L'album est nommé pour le prix de l'Album en Gallois de l'année à l'Eisteddfod et remporte le Welsh Music Prize pour 2016-2017.
Un nouvel EP, uniquement chanté en gallois et intitulé « Y Gwyfyn », est prévu pour célébrer la Journée de la musique galloise et paraîtra le 9 février 2018.
The Gentle Good a donné des spectacles solo ou accompagné de musiciens à travers le Pays de Galles, notamment le WOMEX 2013 et participe régulièrement au Green Man Festival. En 2015, Bonello s'est aussi produit en Australie, en Inde ainsi qu'en Chine, dans le cadre de la parution de son troisième album,. 
Gareth Bonello collabore depuis longtemps avec le musicien Richard James, à la fois à travers des duos et en l'accompagnant à la guitare,. Il contribue d'ailleurs à l'album « All the New Highways » pour lequel Richard James reçoit une nomination au Welsh Music Prize pour 2014-2015.

## Vie personnelle
Gareth Bonello possède une maîtrise en zoologie, avec une spécialisation en ornithologie. Il poursuit un doctorat à l'Université du Pays de Galles du Sud. Par le passé, il a travaillé avec le Trust britannique pour l'ornithologie et, de 2007 à 2015, avec Amgueddfa Cymru - National Museum Wales au musée d'histoire naturelle de St Fagans, où il a organisé une marche annuelle célébrant le Chœur de l'aube,,,.
Il vit à Cardiff avec sa femme, Jennifer Gallichan, qui fait aussi partie des musiciens l'accompagnant lors de concerts. 

## Discographie Solo

### Albums
- While You Slept I Went Out Walking (2008, Gwymon)
- Tethered for the Storm (2010, Gwymon)
- Y Bardd Anfarwol (2013, Bubblewrap Records)
- Ruins/Adfeilion (2016, Bubblewrap Records)

### EPs
- Find Your Way Back Home (2005, auto-publié)
- Dawel Disgyn (2007, Gwymon)
- Plygeiniwch! (2014, via Bandcamp)
- Y Gwyfyn (2018, Bubblewrap)